# 25992 Benjamensun
25992 Benjamensun è un asteroide della fascia principale. Scoperto nel 2001, presenta un'orbita caratterizzata da un semiasse maggiore pari a 2,3829472 UA e da un'eccentricità di 0,1807680, inclinata di 7,43420° rispetto all'eclittica.